# Arteria inferior lateral de la rodilla
La arteria inferior lateral de la rodilla es una arteria de la pierna que se origina como rama colateral de la arteria poplítea.

## Trayecto
Discurre lateralmente sobre la cabeza del peroné hacia la parte frontal de la articulación de la rodilla, pasando en su curso bajo la cabeza lateral del músculo gastrocnemio, el ligamento colateral peroneo, y el tendón del músculo bíceps femoral.

## Ramas
Termina dividiéndose en ramas, que se anastomosan con las arterias inferior medial de la rodilla y superior lateral de la rodilla, y con la arteria recurrente tibial anterior.
Según el Diccionario enciclopédico ilustrado de medicina Dorland, 27.ª edición, se ramifica en los ramos periósticos y ramos óseos para la tibia.

## Distribución
Se distribuye hacia la articulación de la rodilla, deslizándose junto al cóndilo lateral de la tibia o tuberosidad externa y posteriormente anastomosándose con las arterias que convergen en la región.

## Imágenes adicionales

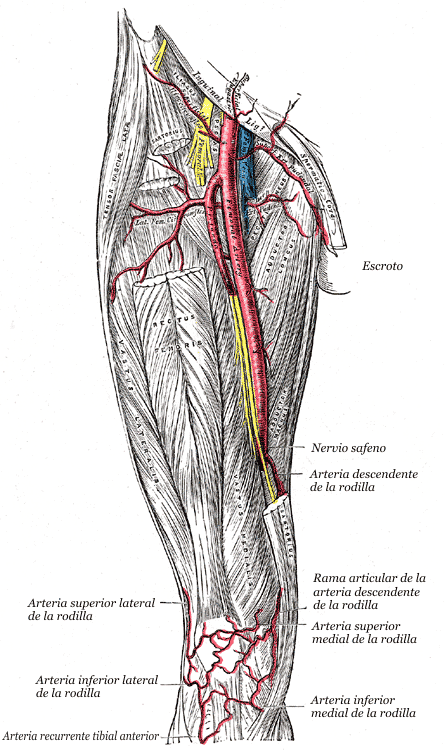
Arteria femoral y otras arterias derivadas.
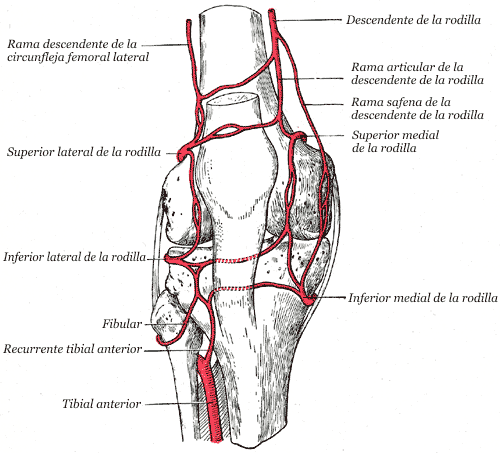
Arterias de la rodilla.
Arterias del muslo y la rodilla.